# Neutrodiaptomus sklyarovae
Neutrodiaptomus sklyarovae is een eenoogkreeftjessoort uit de familie van de Diaptomidae. De wetenschappelijke naam van de soort is voor het eerst geldig gepubliceerd in 1985 door Markevich.